# Маккарти, Юджин
Ю́джин Джо́зеф Макка́рти (англ. Eugene Joseph McCarthy; 29 марта 1916, Уоткинс, Миннесота — 10 декабря 2005) — американский политический деятель и поэт, сенатор США (1959—1971), лидер леволиберального крыла Демократической партии, активный противник Вьетнамской войны.

## Биография
Преподавал в колледже Св. Томаса в Сент-Поле (Миннесота), затем представлял Миннесоту в палате представителей (1949—1959), сенате США (1959—1971). Маккарти принадлежал к либеральному крылу Демократической партии, поддерживал расширение социального законодательства, выступал с резкой критикой Вьетнамской войны.
В 1968 он предпринял попытку добиться выдвижения кандидатом в президенты от Демократической партии. Успехи Маккарти в начале избирательной кампании произвели такое впечатление на президента Линдона Джонсона, что тот решил отказаться от попытки переизбрания. Особенно большой поддержкой пользовался Маккарти в молодёжной среде. Однако кроме него номинировались и другие кандидаты, занимавшие более прогрессивные позиции, чем тогдашняя администрация демократов — Роберт Кеннеди и Джордж Макговерн. В итоге на съезде Демократической партии Маккарти получил лишь 23 % голосов делегатов. Хотя демократы выдвинули своим кандидатом Хьюберта Хамфри, избирательная кампания Маккарти способствовала консолидации антивоенного движения в США.
Отказавшись от переизбрания в сенат, в 1972 Маккарти ещё раз безуспешно пытался добиться своего выдвижения кандидатом в президенты от демократов. В 1976 участвовал в президентских выборах как независимый кандидат, занял третье место, получив 740 тысяч, или 0,9 % голосов. В 1982 попытался вновь стать сенатором США, но потерпел неудачу. На президентских выборах 1988 его имя появилось в бюллетене как кандидата от нескольких малых левых партий.

## Интересные фразы
- «У политика много общего с тренером по американскому футболу. Он должен быть настолько умен, чтобы понимать игру, и настолько туп, чтобы принимать её всерьез».

## Сочинения

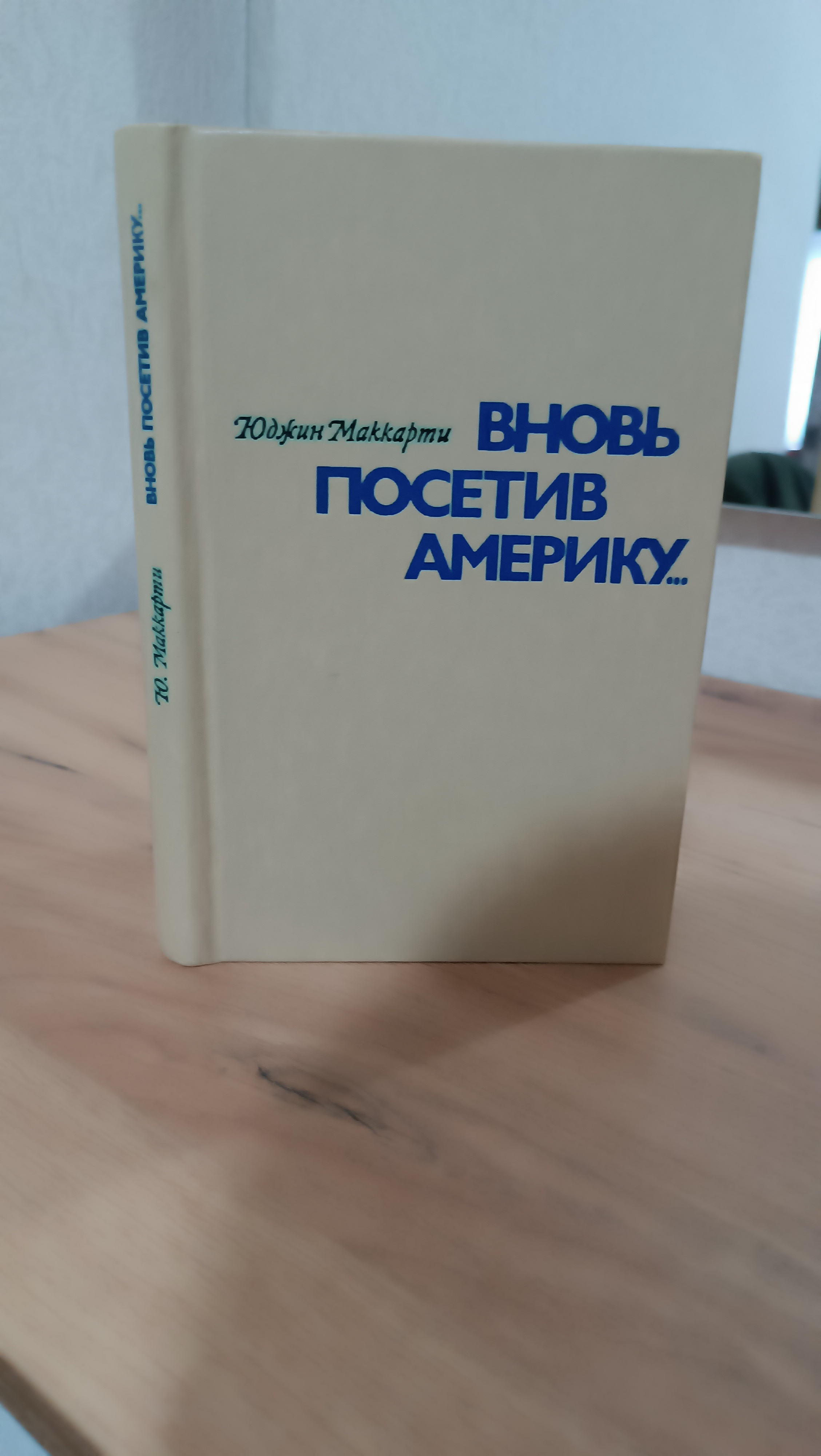

- Вновь посетив Америку… : спустя 150 лет после пушешествия А. де Токвилля = America revisited. 150 years after Tocqueville. / Общ. ред. и предисл. Р. Ф. Иванова. — М. : Прогресс, 1981. — 237 с.